# Драматична кар'єра Мейбл
«Драматична кар'єра Мейбл» (англ. Mabel's Dramatic Career) — американська короткометражна кінокомедія Мака Сеннета 1913 року з Мейбл Норманд в головній ролі.

## Сюжет
Мак зробив пропозицію куховарці Мейбл, але незабаром захопився іншою дівчиною, а Мейбл звільнив. Вона вирушила в місто шукати роботу, і стала кіноактрисою. Через кілька років Мак побачив свою колишню кохану на кіноекрані, і гірко пошкодував про свій вчинок.

## У ролях
- Мейбл Норманд — Мейбл
- Мак Сеннет — Мак
- Еліс Девенпорт — мама Мака
- Кертлі Вірджинія — суперниця Мейбл
- Чарльз Ейвері — фермер
- Форд Стерлінг — актор
- Роско «Товстун» Арбакл — чоловік в залі
- Біллі Джейкобс — син Мейбл
- Чарльз Інслі — режисер
- Енді Андерсон — чоловік в залі
- Біллі Гілберт — чоловік в залі
- Гордон Гріффіт — хлопець
- Вільям Гаубер — оператор
- Берт Ганн — член команди
- Едгар Кеннеді — чоловік в залі
- Гроувер Лігон — чоловік в залі
- Генк Манн — чоловік в залі